# کارو پایلان

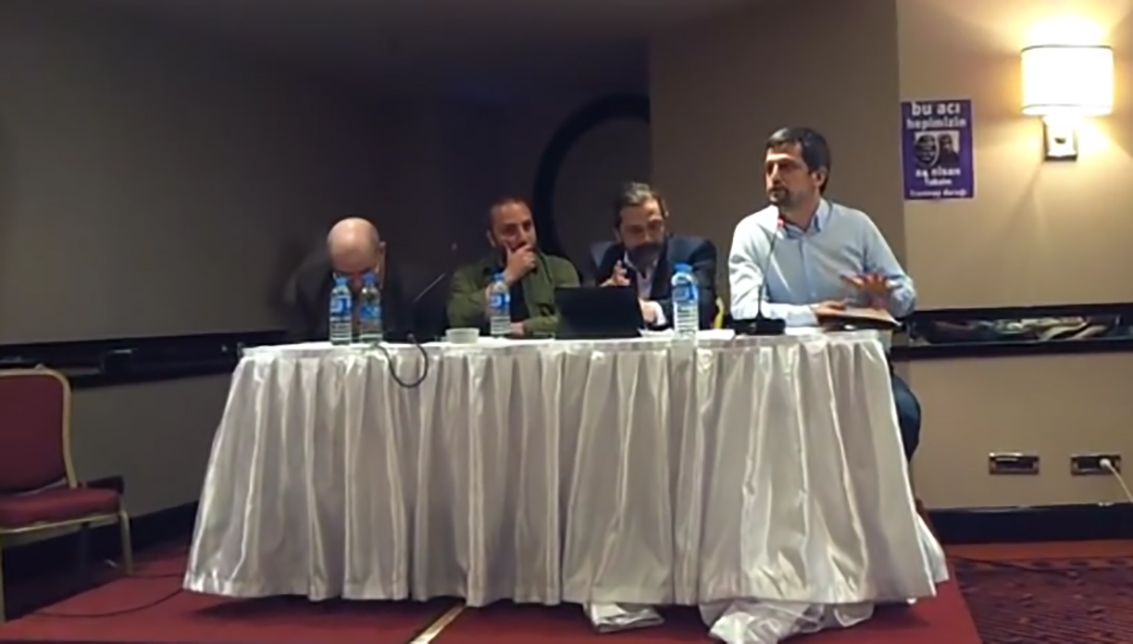
نفر اول از سمت راست

کارو پایلان (ارمنی: Կարօ Փայլան؛ زادهٔ ۱۹۷۲) یک سیاست‌مدار ارمنی‌تبار اهل ترکیه است. وی از تاریخ ۷ ژوئن ۲۰۱۵ عضو مجلس ملی کبیر ترکیه است. وی عضو حزب دموکراتیک خلق‌ها است.

## زندگی‌نامه
کارو پایلان در سال ۱۹۷۲ میلادی در استانبول در یک خانواده ارمنی که اصالتاً اهل ملطیه بودند به دنیا آمد. وی از دانشکده تجارت دانشگاه استانبول فارغ‌التحصیل شد.

## پیشینه سیاسی
کارو پایلان در سال ۲۰۱۱ به حزب مناطق دموکراتیک پیوست.

### عضویت در پارلمان
در تاریخ ۷ ژوئن ۲۰۱۵ کارو پایلان از ناحیه ۳ام استانبول به عضویت مجلس ملی کبیر ترکیه درآمد. وی به همراه سلینا اوزون دوغان (از حزب جمهوری‌خواه خلق) و مارکار یسائیان (از حزب عدالت و توسعه) نمایندگان ارمنی‌تبار این مجلس می‌باشند.